# Partit Democràtic per la Llibertat de Jammu i Caixmir
Partit Democràtic per la Llibertat de Jammu i Caixmir (Jammu and Kashmir Democratic Freedom Party) és un partit polític de Jammu i Caixmir, fundat pel líder musulmà nacionalista Shabir Ahmad Shah el 25 de maig de 1998. És favorable al Pakistan.